# Großer Senat des Bundesverwaltungsgerichts
Der Große Senat ist ein Spruchkörper des Bundesverwaltungsgerichts.

## Zuständigkeit
Die Zuständigkeit des Großen Senats ergibt sich aus § 11 VwGO. Er entscheidet, wenn ein Senat des Gerichts in einer Rechtsfrage von der Entscheidung eines anderen Senats des BVerwG oder des Großen Senats abweichen will.

## Besetzung
Der Große Senat besteht aus dem Präsidenten des Bundesverwaltungsgerichts und je einem Richter der Revisionssenate, in denen der Präsident nicht den Vorsitz führt. Der Präsident ist als Vorsitzender Mitglied kraft Amtes. Sein Vertreter ist das dienstälteste Mitglied des Großen Senats. Nach § 11 Abs. 6 Satz 1 VwGO sind als Mitglieder bestellt:
- 1. R: Martin Fleuß als Mitglied und Franz Wilhelm Dollinger als Vertreter
- 2. R: Kenntner als Mitglied und Klaus-Dieter von der Weiden als Vertreter
- 3. R: Stefan Liebler als Mitglied und Kirsten Kuhlmann als Vertreterin
- 4. R: Kerstin Schipper als Mitglied und Martin Brandt als Vertreter
- 5. R: Heidi Stengelhofen-Weiß als Mitglied und Katharina Harms als Vertreterin
- 6. R: Ingo Kraft als Mitglied und Knut Möller als Vertreter
- 7. R: derzeit kein Mitglied, Carsten Günther als Vertreter
- 8. R: Ulla Held-Daab als Mitglied und Petra Hoock als Vertreterin
- 9. R: Martin Steinkühler als Mitglied und Peter Martini als Vertreter
- 10. R: Susanne Rublack als Mitglied und Franz Schemmer als Vertreter
- 11. R: Gunther Dieterich als Mitglied und Andreas Hammer als Vertreter

Nach § 11 Abs. 6 Satz 2 VwGO sind als Mitglieder bestellt:
- 1. WD: Stefan Langer als Mitglied und Martina Eppelt als Vertreterin
- 2. WD: Richard Häußler als Mitglied und Günter Burmeister als Vertreter
- F-Senat: Richard Häußler als Mitglied und Stefan Langer als Vertreter